# Wereldkampioenschap handbal vrouwen onder 20 2014
Het wereldkampioenschap handbal vrouwen onder 20 2014 was de 19e editie van het kampioenschap. Het kampioenschap vond plaats in Kroatië van 28 juni tot 13 juli 2014.
Zuid-Korea won hun eerste titel door in de finale Rusland te verslaan met 34-27.

## Teams
Afrika
- Angola
- Congo-Kinshasa
- Tunesië

Amerika
- Argentinië
- Brazilië
- Uruguay

Azië
- China
- Japan
- Kazachstan
- Zuid-Korea

Europa
- Kroatië
- Tsjechië
- Denemarken
- Frankrijk
- Duitsland
- Hongarije
- Nederland
- Noorwegen
- Portugal
- Roemenië
- Rusland
- Servië
- Slovenië
- Zweden

Oceanië
- Geen teams gekwalificeerd

## Voorronde
Het programma was gepubliceerd op 19 mei 2014.
Alle tijden zijn lokaal (UTC+2).

### Groep A
| Pos | Team       | Wed | W | G | V | DV  | DT  | DS  | Ptn |
| --- | ---------- | --- | - | - | - | --- | --- | --- | --- |
| 1   | Zuid-Korea | 5   | 4 | 0 | 1 | 183 | 132 | +51 | 8   |
| 2   | Kroatië    | 5   | 4 | 0 | 1 | 134 | 101 | +33 | 8   |
| 3   | Noorwegen  | 5   | 3 | 0 | 2 | 165 | 116 | +49 | 6   |
| 4   | Tsjechië   | 5   | 3 | 0 | 2 | 141 | 124 | +17 | 6   |
| 5   | Uruguay    | 5   | 1 | 0 | 4 | 103 | 172 | −69 | 2   |
| 6   | Kazachstan | 5   | 0 | 0 | 5 | 103 | 184 | −81 | 0   |

| 28 juni 2014 16:15 | Noorwegen      | 31–18   | Tsjechië  | Športska dvorana, Dugo Selo Toeschouwers: 100 Scheidsrechters: Florescu, Stoia (ROU) |
| 28 juni 2014 16:15 | drie spelers 4 | (14–10) | Pokorná 6 | Športska dvorana, Dugo Selo Toeschouwers: 100 Scheidsrechters: Florescu, Stoia (ROU) |
| 28 juni 2014 16:15 | 3× 2×          | verslag | 3×        | Športska dvorana, Dugo Selo Toeschouwers: 100 Scheidsrechters: Florescu, Stoia (ROU) |

| 28 juni 2014 18:30 | Zuid-Korea     | 48–26   | Kazachstan    | Športska dvorana, Dugo Selo Toeschouwers: 1,000 Scheidsrechters: Erdoğan, Özdeniz (TUR) |
| 28 juni 2014 18:30 | Yu So-jeong 12 | (22–14) | Alexandrova 8 | Športska dvorana, Dugo Selo Toeschouwers: 1,000 Scheidsrechters: Erdoğan, Özdeniz (TUR) |
| 28 juni 2014 18:30 | 3× 4×          | verslag | 2× 7×         | Športska dvorana, Dugo Selo Toeschouwers: 1,000 Scheidsrechters: Erdoğan, Özdeniz (TUR) |

| 28 juni 2014 20:45 | Kroatië | 27–14   | Uruguay    | Športska dvorana, Dugo Selo Toeschouwers: 500 Scheidsrechters: Al-Watani, Qamber (BHR) |
| 28 juni 2014 20:45 | Dezić 7 | (10–11) | Barreiro 4 | Športska dvorana, Dugo Selo Toeschouwers: 500 Scheidsrechters: Al-Watani, Qamber (BHR) |
| 28 juni 2014 20:45 | 3× 4×   | verslag | 4× 2× 1×   | Športska dvorana, Dugo Selo Toeschouwers: 500 Scheidsrechters: Al-Watani, Qamber (BHR) |

| 30 juni 2014 16:00 | Tsjechië | 30–27   | Zuid-Korea     | Športska dvorana, Dugo Selo Toeschouwers: 50 Scheidsrechters: Bethmann, Tzaferopoulos (GRE) |
| 30 juni 2014 16:00 | Malá 6   | (11–12) | Won Seon-pil 7 | Športska dvorana, Dugo Selo Toeschouwers: 50 Scheidsrechters: Bethmann, Tzaferopoulos (GRE) |
| 30 juni 2014 16:00 | 3× 4×    | verslag | 3× 5×          | Športska dvorana, Dugo Selo Toeschouwers: 50 Scheidsrechters: Bethmann, Tzaferopoulos (GRE) |

| 30 juni 2014 18:15 | Uruguay    | 20–45   | Noorwegen | Športska dvorana, Dugo Selo Toeschouwers: 100 Scheidsrechters: Li, Wang (CHN) |
| 30 juni 2014 18:15 | Barreiro 9 | (13–24) | Venn 9    | Športska dvorana, Dugo Selo Toeschouwers: 100 Scheidsrechters: Li, Wang (CHN) |
| 30 juni 2014 18:15 | 3×         | verslag | 3× 4×     | Športska dvorana, Dugo Selo Toeschouwers: 100 Scheidsrechters: Li, Wang (CHN) |

| 30 juni 2014 20:30 | Kazachstan               | 17–32   | Kroatië            | Športska dvorana, Dugo Selo Toeschouwers: 350 Scheidsrechters: Boualloucha, Khenissi (TUN) |
| 30 juni 2014 20:30 | Alexandrova, Kapralova 6 | (7–19)  | Mamić, Micijević 5 | Športska dvorana, Dugo Selo Toeschouwers: 350 Scheidsrechters: Boualloucha, Khenissi (TUN) |
| 30 juni 2014 20:30 | 3×                       | verslag | 3× 1×              | Športska dvorana, Dugo Selo Toeschouwers: 350 Scheidsrechters: Boualloucha, Khenissi (TUN) |

| 2 juli 2014 16:00 | Noorwegen       | 42–19   | Kazachstan    | Športska dvorana, Dugo Selo Toeschouwers: 100 Scheidsrechters: Bethmann, Tzaferopoulos (GRE) |
| 2 juli 2014 16:00 | Arntzen, Venn 7 | (21–9)  | Alexandrova 9 | Športska dvorana, Dugo Selo Toeschouwers: 100 Scheidsrechters: Bethmann, Tzaferopoulos (GRE) |
| 2 juli 2014 16:00 | 3× 1×           | verslag | 3× 7×         | Športska dvorana, Dugo Selo Toeschouwers: 100 Scheidsrechters: Bethmann, Tzaferopoulos (GRE) |

| 2 juli 2014 18:15 | Zuid-Korea     | 29–27   | Kroatië | Športska dvorana, Dugo Selo Toeschouwers: 500 Scheidsrechters: Volodkov, Zotin (RUS) |
| 2 juli 2014 18:15 | drie spelers 5 | (11–9)  | Mamić 5 | Športska dvorana, Dugo Selo Toeschouwers: 500 Scheidsrechters: Volodkov, Zotin (RUS) |
| 2 juli 2014 18:15 | 3× 7×          | verslag | 3× 5×   | Športska dvorana, Dugo Selo Toeschouwers: 500 Scheidsrechters: Volodkov, Zotin (RUS) |

| 2 juli 2014 20:30 | Tsjechië | 33–24   | Uruguay     | Športska dvorana, Dugo Selo Toeschouwers: 100 Scheidsrechters: Erdoğan, Özdeniz (TUR) |
| 2 juli 2014 20:30 | Malá 8   | (14–11) | Barreiro 10 | Športska dvorana, Dugo Selo Toeschouwers: 100 Scheidsrechters: Erdoğan, Özdeniz (TUR) |
| 2 juli 2014 20:30 | 2× 5×    | verslag | 3×          | Športska dvorana, Dugo Selo Toeschouwers: 100 Scheidsrechters: Erdoğan, Özdeniz (TUR) |

| 3 juli 2014 16:00 | Zuid-Korea                 | 45–22   | Uruguay    | Športska dvorana, Dugo Selo Toeschouwers: 100 Scheidsrechters: Florescu, Stoia (ROU) |
| 3 juli 2014 16:00 | Lee Hyo-jin, Hur You-jin 6 | (25–11) | Barreiro 9 | Športska dvorana, Dugo Selo Toeschouwers: 100 Scheidsrechters: Florescu, Stoia (ROU) |
| 3 juli 2014 16:00 | 3×                         | verslag | 4× 2×      | Športska dvorana, Dugo Selo Toeschouwers: 100 Scheidsrechters: Florescu, Stoia (ROU) |

| 3 juli 2014 18:15 | Kroatië            | 25–20   | Noorwegen | Športska dvorana, Dugo Selo Toeschouwers: 500 Scheidsrechters: Andorka, Hucker (HUN) |
| 3 juli 2014 18:15 | Dezić, Micijević 6 | (14–14) | Arntzen 5 | Športska dvorana, Dugo Selo Toeschouwers: 500 Scheidsrechters: Andorka, Hucker (HUN) |
| 3 juli 2014 18:15 | 1× 2×              | verslag | 3× 2×     | Športska dvorana, Dugo Selo Toeschouwers: 500 Scheidsrechters: Andorka, Hucker (HUN) |

| 3 juli 2014 20:30 | Kazachstan    | 19–39   | Tsjechië    | Športska dvorana, Dugo Selo Scheidsrechters: Li, Wang (CHN) |
| 3 juli 2014 20:30 | Alexandrova 5 | (6–19)  | Šelaisová 6 | Športska dvorana, Dugo Selo Scheidsrechters: Li, Wang (CHN) |
| 3 juli 2014 20:30 | 4×            | verslag | 3× 2×       | Športska dvorana, Dugo Selo Scheidsrechters: Li, Wang (CHN) |

| 5 juli 2014 16:15 | Uruguay     | 23–22   | Kazachstan     | Športska dvorana, Dugo Selo Toeschouwers: 30 Scheidsrechters: Al-Watani, Qamber (BHR) |
| 5 juli 2014 16:15 | Barreiro 10 | (13–13) | Alexandrova 10 | Športska dvorana, Dugo Selo Toeschouwers: 30 Scheidsrechters: Al-Watani, Qamber (BHR) |
| 5 juli 2014 16:15 | 2×          | verslag | 3× 4×          | Športska dvorana, Dugo Selo Toeschouwers: 30 Scheidsrechters: Al-Watani, Qamber (BHR) |

| 5 juli 2014 18:30 | Kroatië | 23–21   | Tsjechië          | Športska dvorana, Dugo Selo Toeschouwers: 450 Scheidsrechters: Florescu, Stoia (ROU) |
| 5 juli 2014 18:30 | Dezić 5 | (12–14) | Fryčáková, Malá 4 | Športska dvorana, Dugo Selo Toeschouwers: 450 Scheidsrechters: Florescu, Stoia (ROU) |
| 5 juli 2014 18:30 | 3× 4×   | verslag | 3× 8×             | Športska dvorana, Dugo Selo Toeschouwers: 450 Scheidsrechters: Florescu, Stoia (ROU) |

| 5 juli 2014 20:45 | Noorwegen | 27–34   | Zuid-Korea     | Športska dvorana, Dugo Selo Toeschouwers: 200 Scheidsrechters: Boualloucha, Khenissi (TUN) |
| 5 juli 2014 20:45 | Oftedal 8 | (12–16) | Lee Hyo-jin 13 | Športska dvorana, Dugo Selo Toeschouwers: 200 Scheidsrechters: Boualloucha, Khenissi (TUN) |
| 5 juli 2014 20:45 | 4× 3×     | verslag | 4×             | Športska dvorana, Dugo Selo Toeschouwers: 200 Scheidsrechters: Boualloucha, Khenissi (TUN) |

### Groep B
| Pos | Team       | Wed | W | G | V | DV  | DT  | DS  | Ptn |
| --- | ---------- | --- | - | - | - | --- | --- | --- | --- |
| 1   | Denemarken | 5   | 5 | 0 | 0 | 147 | 113 | +34 | 10  |
| 2   | Duitsland  | 5   | 4 | 0 | 1 | 145 | 112 | +33 | 8   |
| 3   | Nederland  | 5   | 3 | 0 | 2 | 130 | 131 | −1  | 6   |
| 4   | Servië     | 5   | 2 | 0 | 3 | 127 | 144 | −17 | 4   |
| 5   | Argentinië | 5   | 1 | 0 | 4 | 117 | 141 | −24 | 2   |
| 6   | Angola     | 5   | 0 | 0 | 5 | 135 | 160 | −25 | 0   |

| 28 juni 2014 16:15 | Denemarken | 34–30   | Angola    | Dom Sportova, Zagreb Toeschouwers: 100 Scheidsrechters: Bethmann, Tzaferopoulos (GRE) |
| 28 juni 2014 16:15 | Tranborg 8 | (15–12) | Kassoma 9 | Dom Sportova, Zagreb Toeschouwers: 100 Scheidsrechters: Bethmann, Tzaferopoulos (GRE) |
| 28 juni 2014 16:15 | 3× 5×      | verslag | 3× 4×     | Dom Sportova, Zagreb Toeschouwers: 100 Scheidsrechters: Bethmann, Tzaferopoulos (GRE) |

| 28 juni 2014 18:30 | Nederland      | 25–23   | Argentinië | Dom Sportova, Zagreb Toeschouwers: 100 Scheidsrechters: Li, Wang (CHN) |
| 28 juni 2014 18:30 | vijf spelers 3 | (16–13) | Karsten 7  | Dom Sportova, Zagreb Toeschouwers: 100 Scheidsrechters: Li, Wang (CHN) |
| 28 juni 2014 18:30 | 3× 6×          | verslag | 1× 2×      | Dom Sportova, Zagreb Toeschouwers: 100 Scheidsrechters: Li, Wang (CHN) |

| 28 juni 2014 20:45 | Duitsland | 26–20   | Servië          | Dom Sportova, Zagreb Toeschouwers: 120 Scheidsrechters: Volodkov, Zotin (RUS) |
| 28 juni 2014 20:45 | Smits 10  | (16–10) | Radosavljević 6 | Dom Sportova, Zagreb Toeschouwers: 120 Scheidsrechters: Volodkov, Zotin (RUS) |
| 28 juni 2014 20:45 | 3× 7×     | verslag | 4× 7×           | Dom Sportova, Zagreb Toeschouwers: 120 Scheidsrechters: Volodkov, Zotin (RUS) |

| 30 juni 2014 16:00 | Angola     | 32–35   | Nederland | Dom Sportova, Zagreb Toeschouwers: 130 Scheidsrechters: Erdoğan, Özdeniz (TUR) |
| 30 juni 2014 16:00 | Nenganga 7 | (16–20) | Smits 8   | Dom Sportova, Zagreb Toeschouwers: 130 Scheidsrechters: Erdoğan, Özdeniz (TUR) |
| 30 juni 2014 16:00 | 4×         | verslag | 4× 6×     | Dom Sportova, Zagreb Toeschouwers: 130 Scheidsrechters: Erdoğan, Özdeniz (TUR) |

| 30 juni 2014 18:15 | Servië       | 22–36   | Denemarken | Dom Sportova, Zagreb Toeschouwers: 150 Scheidsrechters: Andorka, Hucker (HUN) |
| 30 juni 2014 18:15 | Janjusević 7 | (12–17) | Offendal 9 | Dom Sportova, Zagreb Toeschouwers: 150 Scheidsrechters: Andorka, Hucker (HUN) |
| 30 juni 2014 18:15 | 4× 3×        | verslag | 2× 3×      | Dom Sportova, Zagreb Toeschouwers: 150 Scheidsrechters: Andorka, Hucker (HUN) |

| 30 juni 2014 20:30 | Argentinië | 19–36   | Duitsland | Dom Sportova, Zagreb Toeschouwers: 100 Scheidsrechters: Florescu, Stoia (ROU) |
| 30 juni 2014 20:30 | Karsten 6  | (10–17) | Rode 6    | Dom Sportova, Zagreb Toeschouwers: 100 Scheidsrechters: Florescu, Stoia (ROU) |
| 30 juni 2014 20:30 | 2× 1×      | verslag | 3× 2×     | Dom Sportova, Zagreb Toeschouwers: 100 Scheidsrechters: Florescu, Stoia (ROU) |

| 2 juli 2014 16:00 | Denemarken | 27–21   | Argentinië | Dom Sportova, Zagreb Toeschouwers: 50 Scheidsrechters: Boualloucha, Khenissi (TUN) |
| 2 juli 2014 16:00 | Offendal 6 | (16–11) | Karsten 6  | Dom Sportova, Zagreb Toeschouwers: 50 Scheidsrechters: Boualloucha, Khenissi (TUN) |
| 2 juli 2014 16:00 | 3×         | verslag | 3×         | Dom Sportova, Zagreb Toeschouwers: 50 Scheidsrechters: Boualloucha, Khenissi (TUN) |

| 2 juli 2014 18:15 | Nederland              | 22–24   | Duitsland | Dom Sportova, Zagreb Toeschouwers: 150 Scheidsrechters: Andorka, Hucker (HUN) |
| 2 juli 2014 18:15 | Dulfer, Steenbakkers 4 | (13–12) | Smits 6   | Dom Sportova, Zagreb Toeschouwers: 150 Scheidsrechters: Andorka, Hucker (HUN) |
| 2 juli 2014 18:15 | 2× 3×                  | verslag | 2×        | Dom Sportova, Zagreb Toeschouwers: 150 Scheidsrechters: Andorka, Hucker (HUN) |

| 2 juli 2014 20:30 | Angola    | 24–28   | Servië    | Dom Sportova, Zagreb Toeschouwers: 50 Scheidsrechters: Al-Watani, Qamber (BHR) |
| 2 juli 2014 20:30 | Machado 9 | (14–14) | Radović 7 | Dom Sportova, Zagreb Toeschouwers: 50 Scheidsrechters: Al-Watani, Qamber (BHR) |
| 2 juli 2014 20:30 | 3× 11× 1× | verslag | 4× 8×     | Dom Sportova, Zagreb Toeschouwers: 50 Scheidsrechters: Al-Watani, Qamber (BHR) |

| 3 juli 2014 16:00 | Nederland | 33–28   | Servië       | Dom Sportova, Zagreb Toeschouwers: 70 Scheidsrechters: Boualloucha, Khenissi (TUN) |
| 3 juli 2014 16:00 | Dulfer 7  | (15–16) | Janjusević 7 | Dom Sportova, Zagreb Toeschouwers: 70 Scheidsrechters: Boualloucha, Khenissi (TUN) |
| 3 juli 2014 16:00 | 3×        | verslag | 3× 1×        | Dom Sportova, Zagreb Toeschouwers: 70 Scheidsrechters: Boualloucha, Khenissi (TUN) |

| 3 juli 2014 18:15 | Duitsland | 25–26   | Denemarken | Dom Sportova, Zagreb Toeschouwers: 70 Scheidsrechters: Erdoğan, Özdeniz (TUR) |
| 3 juli 2014 18:15 | Rode 9    | (13–12) | Tranborg 6 | Dom Sportova, Zagreb Toeschouwers: 70 Scheidsrechters: Erdoğan, Özdeniz (TUR) |
| 3 juli 2014 18:15 | 3×        | verslag | 2×         | Dom Sportova, Zagreb Toeschouwers: 70 Scheidsrechters: Erdoğan, Özdeniz (TUR) |

| 3 juli 2014 20:30 | Argentinië | 29–24   | Angola         | Dom Sportova, Zagreb Toeschouwers: 40 Scheidsrechters: Volodkov, Zotin (RUS) |
| 3 juli 2014 20:30 | Karsten 16 | (18–13) | drie spelers 4 | Dom Sportova, Zagreb Toeschouwers: 40 Scheidsrechters: Volodkov, Zotin (RUS) |
| 3 juli 2014 20:30 | 3× 2×      | verslag | 3× 6×          | Dom Sportova, Zagreb Toeschouwers: 40 Scheidsrechters: Volodkov, Zotin (RUS) |

| 5 juli 2014 16:15 | Servië        | 29–25   | Argentinië | Dom Sportova, Zagreb Toeschouwers: 50 Scheidsrechters: Andorka, Hucker (HUN) |
| 5 juli 2014 16:15 | Janjusević 11 | (18–12) | Karsten 9  | Dom Sportova, Zagreb Toeschouwers: 50 Scheidsrechters: Andorka, Hucker (HUN) |
| 5 juli 2014 16:15 | 3× 7×         | verslag | 2×         | Dom Sportova, Zagreb Toeschouwers: 50 Scheidsrechters: Andorka, Hucker (HUN) |

| 5 juli 2014 18:30 | Duitsland     | 34–25   | Angola     | Dom Sportova, Zagreb Toeschouwers: 100 Scheidsrechters: Bethmann, Tzaferopoulos (GRE) |
| 5 juli 2014 18:30 | Smits, Rode 7 | (16–14) | Machado 10 | Dom Sportova, Zagreb Toeschouwers: 100 Scheidsrechters: Bethmann, Tzaferopoulos (GRE) |
| 5 juli 2014 18:30 | 3× 6×         | verslag | 3× 5×      | Dom Sportova, Zagreb Toeschouwers: 100 Scheidsrechters: Bethmann, Tzaferopoulos (GRE) |

| 5 juli 2014 20:45 | Denemarken         | 24–15   | Nederland           | Dom Sportova, Zagreb Toeschouwers: 165 Scheidsrechters: Volodkov, Zotin (RUS) |
| 5 juli 2014 20:45 | Larsen, Haugsted 4 | (11–9)  | Smits, Vollebregt 3 | Dom Sportova, Zagreb Toeschouwers: 165 Scheidsrechters: Volodkov, Zotin (RUS) |
| 5 juli 2014 20:45 | 3× 2×              | verslag | 3× 5×               | Dom Sportova, Zagreb Toeschouwers: 165 Scheidsrechters: Volodkov, Zotin (RUS) |

### Groep C
| Pos | Team           | Wed | W | G | V | DV  | DT  | DS  | Ptn |
| --- | -------------- | --- | - | - | - | --- | --- | --- | --- |
| 1   | Hongarije      | 5   | 5 | 0 | 0 | 136 | 82  | +54 | 10  |
| 2   | Frankrijk      | 5   | 4 | 0 | 1 | 133 | 100 | +33 | 8   |
| 3   | Portugal       | 5   | 3 | 0 | 2 | 121 | 119 | +2  | 6   |
| 4   | Zweden         | 5   | 1 | 1 | 3 | 111 | 112 | −1  | 3   |
| 5   | Japan          | 5   | 1 | 1 | 3 | 125 | 157 | −32 | 3   |
| 6   | Congo-Kinshasa | 5   | 0 | 0 | 5 | 90  | 146 | −56 | 0   |

| 28 juni 2014 16:15 | Hongarije      | 37–19   | Japan    | Fran Galović, Koprivnica Toeschouwers: 100 Scheidsrechters: Arntsen, Røen (NOR) |
| 28 juni 2014 16:15 | Korsós, Tóth 7 | (20–10) | Sasaki 6 | Fran Galović, Koprivnica Toeschouwers: 100 Scheidsrechters: Arntsen, Røen (NOR) |
| 28 juni 2014 16:15 | 2× 3×          | verslag | 2× 1×    | Fran Galović, Koprivnica Toeschouwers: 100 Scheidsrechters: Arntsen, Røen (NOR) |

| 28 juni 2014 18:30 | Frankrijk      | 29–16   | Portugal | Fran Galović, Koprivnica Toeschouwers: 250 Scheidsrechters: Lenci, Grillo (ARG) |
| 28 juni 2014 18:30 | four players 3 | (12–7)  | Gante 6  | Fran Galović, Koprivnica Toeschouwers: 250 Scheidsrechters: Lenci, Grillo (ARG) |
| 28 juni 2014 18:30 | 3× 6×          | verslag | 4× 3×    | Fran Galović, Koprivnica Toeschouwers: 250 Scheidsrechters: Lenci, Grillo (ARG) |

| 28 juni 2014 20:45 | Zweden   | 23–15   | Congo-Kinshasa | Fran Galović, Koprivnica Toeschouwers: 200 Scheidsrechters: Antić, Jakovljević (SRB) |
| 28 juni 2014 20:45 | Gustin 5 | (12–7)  | Tshela 6       | Fran Galović, Koprivnica Toeschouwers: 200 Scheidsrechters: Antić, Jakovljević (SRB) |
| 28 juni 2014 20:45 | 3× 2×    | verslag | 2× 4× 1×       | Fran Galović, Koprivnica Toeschouwers: 200 Scheidsrechters: Antić, Jakovljević (SRB) |

| 29 juni 2014 16:00 | Japan     | 22–33   | Frankrijk         | Fran Galović, Koprivnica Toeschouwers: 200 Scheidsrechters: Antić, Jakovljević (SRB) |
| 29 juni 2014 16:00 | Sasaki 10 | (9–16)  | Frecon, Flippes 6 | Fran Galović, Koprivnica Toeschouwers: 200 Scheidsrechters: Antić, Jakovljević (SRB) |
| 29 juni 2014 16:00 | 3× 1×     | verslag | 3×                | Fran Galović, Koprivnica Toeschouwers: 200 Scheidsrechters: Antić, Jakovljević (SRB) |

| 29 juni 2014 18:15 | Congo-Kinshasa | 9–35    | Hongarije       | Fran Galović, Koprivnica Toeschouwers: 200 Scheidsrechters: Gonzales, Prieto (URU) |
| 29 juni 2014 18:15 | Tshela 3       | (6–13)  | Virág, Korsós 6 | Fran Galović, Koprivnica Toeschouwers: 200 Scheidsrechters: Gonzales, Prieto (URU) |
| 29 juni 2014 18:15 | 3× 5× 1×       | verslag | 3× 6× 1×        | Fran Galović, Koprivnica Toeschouwers: 200 Scheidsrechters: Gonzales, Prieto (URU) |

| 29 juni 2014 20:30 | Portugal | 22–19   | Zweden              | Fran Galović, Koprivnica Toeschouwers: 200 Scheidsrechters: El-Sayed, Rashed (EGY) |
| 29 juni 2014 20:30 | Soares 7 | (14–9)  | Massing, Sundberg 4 | Fran Galović, Koprivnica Toeschouwers: 200 Scheidsrechters: El-Sayed, Rashed (EGY) |
| 29 juni 2014 20:30 | 4× 8×    | verslag | 4× 2×               | Fran Galović, Koprivnica Toeschouwers: 200 Scheidsrechters: El-Sayed, Rashed (EGY) |

| 1 juli 2014 16:00 | Hongarije | 21–20   | Portugal | Fran Galović, Koprivnica Toeschouwers: 200 Scheidsrechters: Akpatsa, Assignon (TOG) |
| 1 juli 2014 16:00 | Tóth 6    | (12–11) | Soares 8 | Fran Galović, Koprivnica Toeschouwers: 200 Scheidsrechters: Akpatsa, Assignon (TOG) |
| 1 juli 2014 16:00 | 2× 7× 1×  | verslag | 3× 7×    | Fran Galović, Koprivnica Toeschouwers: 200 Scheidsrechters: Akpatsa, Assignon (TOG) |

| 1 juli 2014 18:15 | Frankrijk     | 28–23   | Zweden           | Fran Galović, Koprivnica Toeschouwers: 300 Scheidsrechters: Koo, Lee (KOR) |
| 1 juli 2014 18:15 | Prouvensier 6 | (12–9)  | Massing, Ahlen 6 | Fran Galović, Koprivnica Toeschouwers: 300 Scheidsrechters: Koo, Lee (KOR) |
| 1 juli 2014 18:15 | 3× 2×         | verslag | 3× 6×            | Fran Galović, Koprivnica Toeschouwers: 300 Scheidsrechters: Koo, Lee (KOR) |

| 1 juli 2014 20:30 | Japan    | 30–27   | Congo-Kinshasa | Fran Galović, Koprivnica Toeschouwers: 100 Scheidsrechters: El-Sayed, Rashed (EGY) |
| 1 juli 2014 20:30 | Sasaki 7 | (16–10) | Betu 10        | Fran Galović, Koprivnica Toeschouwers: 100 Scheidsrechters: El-Sayed, Rashed (EGY) |
| 1 juli 2014 20:30 | 3× 5×    | verslag | 2× 5×          | Fran Galović, Koprivnica Toeschouwers: 100 Scheidsrechters: El-Sayed, Rashed (EGY) |

| 3 juli 2014 16:00 | Frankrijk | 29–17   | Congo-Kinshasa | Fran Galović, Koprivnica Toeschouwers: 100 Scheidsrechters: Akpatsa, Assignon (TOG) |
| 3 juli 2014 16:00 | Bouquet 5 | (14–8)  | Tshela 5       | Fran Galović, Koprivnica Toeschouwers: 100 Scheidsrechters: Akpatsa, Assignon (TOG) |
| 3 juli 2014 16:00 | 3×        | verslag | 2×             | Fran Galović, Koprivnica Toeschouwers: 100 Scheidsrechters: Akpatsa, Assignon (TOG) |

| 3 juli 2014 18:15 | Zweden              | 20–21   | Hongarije          | Fran Galović, Koprivnica Toeschouwers: 350 Scheidsrechters: Grillo, Lenci (ARG) |
| 3 juli 2014 18:15 | Nilsson, Sundberg 4 | (12–10) | Korsós, Walfisch 5 | Fran Galović, Koprivnica Toeschouwers: 350 Scheidsrechters: Grillo, Lenci (ARG) |
| 3 juli 2014 18:15 | 3×                  | verslag | 3× 5×              | Fran Galović, Koprivnica Toeschouwers: 350 Scheidsrechters: Grillo, Lenci (ARG) |

| 3 juli 2014 20:30 | Portugal | 34–28   | Japan    | Fran Galović, Koprivnica Toeschouwers: 200 Scheidsrechters: Antić, Jakovljević (SRB) |
| 3 juli 2014 20:30 | Soares 9 | (21–15) | Tamura 9 | Fran Galović, Koprivnica Toeschouwers: 200 Scheidsrechters: Antić, Jakovljević (SRB) |
| 3 juli 2014 20:30 | 2× 5×    | verslag | 2× 7×    | Fran Galović, Koprivnica Toeschouwers: 200 Scheidsrechters: Antić, Jakovljević (SRB) |

| 5 juli 2014 16:15 | Congo-Kinshasa   | 22–29   | Portugal    | Fran Galović, Koprivnica Toeschouwers: 150 Scheidsrechters: Grillo, Lenci (ARG) |
| 5 juli 2014 16:15 | Benzuka, Bambi 5 | (12–15) | Rodrigues 5 | Fran Galović, Koprivnica Toeschouwers: 150 Scheidsrechters: Grillo, Lenci (ARG) |
| 5 juli 2014 16:15 | 1× 4×            | verslag | 3× 1×       | Fran Galović, Koprivnica Toeschouwers: 150 Scheidsrechters: Grillo, Lenci (ARG) |

| 5 juli 2014 18:30 | Zweden             | 26–26   | Japan     | Fran Galović, Koprivnica Toeschouwers: 150 Scheidsrechters: Koo, Lee (KOR) |
| 5 juli 2014 18:30 | Gustin, Eriksson 5 | (9–16)  | Sasaki 12 | Fran Galović, Koprivnica Toeschouwers: 150 Scheidsrechters: Koo, Lee (KOR) |
| 5 juli 2014 18:30 | 3×                 | verslag | 2× 3×     | Fran Galović, Koprivnica Toeschouwers: 150 Scheidsrechters: Koo, Lee (KOR) |

| 5 juli 2014 20:45 | Hongarije | 22–14   | Frankrijk | Fran Galović, Koprivnica Toeschouwers: 350 Scheidsrechters: Arntsen, Røen (NOR) |
| 5 juli 2014 20:45 | Tóth 5    | (13–6)  | Kpodar 5  | Fran Galović, Koprivnica Toeschouwers: 350 Scheidsrechters: Arntsen, Røen (NOR) |
| 5 juli 2014 20:45 | 2× 4×     | verslag | 2× 3×     | Fran Galović, Koprivnica Toeschouwers: 350 Scheidsrechters: Arntsen, Røen (NOR) |

### Groep D
| Pos | Team     | Wed | W | G | V | DV  | DT  | DS  | Ptn |
| --- | -------- | --- | - | - | - | --- | --- | --- | --- |
| 1   | Rusland  | 5   | 5 | 0 | 0 | 180 | 115 | +65 | 10  |
| 2   | Roemenië | 5   | 4 | 0 | 1 | 161 | 126 | +35 | 8   |
| 3   | Brazilië | 5   | 3 | 0 | 2 | 116 | 119 | −3  | 6   |
| 4   | Slovenië | 5   | 2 | 0 | 3 | 134 | 137 | −3  | 4   |
| 5   | China    | 5   | 1 | 0 | 4 | 104 | 149 | −45 | 2   |
| 6   | Tunesië  | 5   | 0 | 0 | 5 | 114 | 163 | −49 | 0   |

| 28 juni 2014 16:15 | Rusland    | 35–19   | Brazilië | Graditeljska škola Čakovec, Čakovec Toeschouwers: 100 Scheidsrechters: Leszczynski, Piechota (POL) |
| 28 juni 2014 16:15 | Kozhokar 6 | (13–10) | Pessoa 7 | Graditeljska škola Čakovec, Čakovec Toeschouwers: 100 Scheidsrechters: Leszczynski, Piechota (POL) |
| 28 juni 2014 16:15 | 4×         | verslag | 3× 2×    | Graditeljska škola Čakovec, Čakovec Toeschouwers: 100 Scheidsrechters: Leszczynski, Piechota (POL) |

| 28 juni 2014 18:30 | Roemenië       | 35–22   | Tunesië    | Graditeljska škola Čakovec, Čakovec Scheidsrechters: Gonzales, Prieto (URU) |
| 28 juni 2014 18:30 | vier spelers 5 | (20–8)  | Hamrouni 6 | Graditeljska škola Čakovec, Čakovec Scheidsrechters: Gonzales, Prieto (URU) |
| 28 juni 2014 18:30 | 3× 4×          | verslag | 2× 5×      | Graditeljska škola Čakovec, Čakovec Scheidsrechters: Gonzales, Prieto (URU) |

| 28 juni 2014 20:45 | Slovenië | 29–23   | China           | Graditeljska škola Čakovec, Čakovec Toeschouwers: 200 Scheidsrechters: El-Sayed, Rashed (EGY) |
| 28 juni 2014 20:45 | Leski 7  | (13–11) | Jin Mengqing 10 | Graditeljska škola Čakovec, Čakovec Toeschouwers: 200 Scheidsrechters: El-Sayed, Rashed (EGY) |
| 28 juni 2014 20:45 | 4× 8×    | verslag | 3× 5×           | Graditeljska škola Čakovec, Čakovec Toeschouwers: 200 Scheidsrechters: El-Sayed, Rashed (EGY) |

| 29 juni 2014 16:00 | Brazilië | 21–26   | Roemenië | Graditeljska škola Čakovec, Čakovec Toeschouwers: 200 Scheidsrechters: Koo, Lee (KOR) |
| 29 juni 2014 16:00 | Pessoa 7 | (11–14) | Tiron 6  | Graditeljska škola Čakovec, Čakovec Toeschouwers: 200 Scheidsrechters: Koo, Lee (KOR) |
| 29 juni 2014 16:00 | 3× 2×    | verslag | 3× 2×    | Graditeljska škola Čakovec, Čakovec Toeschouwers: 200 Scheidsrechters: Koo, Lee (KOR) |

| 29 juni 2014 18:15 | China          | 20–32   | Rusland   | Graditeljska škola Čakovec, Čakovec Scheidsrechters: Akpatsa, Assignon (TOG) |
| 29 juni 2014 18:15 | Zahng Haixia 5 | (12–15) | Pavlova 6 | Graditeljska škola Čakovec, Čakovec Scheidsrechters: Akpatsa, Assignon (TOG) |
| 29 juni 2014 18:15 | 3× 2×          | verslag | 3× 1×     | Graditeljska škola Čakovec, Čakovec Scheidsrechters: Akpatsa, Assignon (TOG) |

| 29 juni 2014 20:30 | Tunesië    | 26–33   | Slovenië     | Graditeljska škola Čakovec, Čakovec Toeschouwers: 200 Scheidsrechters: Arntsen, Røen (NOR) |
| 29 juni 2014 20:30 | Hachana 10 | (13–19) | Jagurdzija 5 | Graditeljska škola Čakovec, Čakovec Toeschouwers: 200 Scheidsrechters: Arntsen, Røen (NOR) |
| 29 juni 2014 20:30 | 2× 3×      | verslag | 2× 4×        | Graditeljska škola Čakovec, Čakovec Toeschouwers: 200 Scheidsrechters: Arntsen, Røen (NOR) |

| 1 juli 2014 16:00 | Rusland    | 43–18   | Tunesië    | Graditeljska škola Čakovec, Čakovec Toeschouwers: 100 Scheidsrechters: Grillo, Lenci (ARG) |
| 1 juli 2014 16:00 | Khrapova 7 | (23–9)  | Hamrouni 4 | Graditeljska škola Čakovec, Čakovec Toeschouwers: 100 Scheidsrechters: Grillo, Lenci (ARG) |
| 1 juli 2014 16:00 | 3× 1×      | verslag | 3×         | Graditeljska škola Čakovec, Čakovec Toeschouwers: 100 Scheidsrechters: Grillo, Lenci (ARG) |

| 1 juli 2014 18:15 | Roemenië          | 30–24   | Slovenië | Graditeljska škola Čakovec, Čakovec Toeschouwers: 200 Scheidsrechters: Leszczynski, Piechota (POL) |
| 1 juli 2014 18:15 | Constantinescu 10 | (10–14) | Stanko 9 | Graditeljska škola Čakovec, Čakovec Toeschouwers: 200 Scheidsrechters: Leszczynski, Piechota (POL) |
| 1 juli 2014 18:15 | 3× 2×             | verslag | 3×       | Graditeljska škola Čakovec, Čakovec Toeschouwers: 200 Scheidsrechters: Leszczynski, Piechota (POL) |

| 1 juli 2014 20:30 | Brazilië         | 26–12   | China          | Graditeljska škola Čakovec, Čakovec Toeschouwers: 150 Scheidsrechters: Antić, Jakovljević (SRB) |
| 1 juli 2014 20:30 | Lima de Araujo 6 | (16–5)  | Zhang Haixia 5 | Graditeljska škola Čakovec, Čakovec Toeschouwers: 150 Scheidsrechters: Antić, Jakovljević (SRB) |
| 1 juli 2014 20:30 | 3×               | verslag | 3×             | Graditeljska škola Čakovec, Čakovec Toeschouwers: 150 Scheidsrechters: Antić, Jakovljević (SRB) |

| 3 juli 2014 16:00 | Roemenië | 39–25   | China                       | Graditeljska škola Čakovec, Čakovec Toeschouwers: 100 Scheidsrechters: Arntsen, Røen (NOR) |
| 3 juli 2014 16:00 | Tiron 9  | (19–12) | Tian Xiuxiu, Jin Mengqing 5 | Graditeljska škola Čakovec, Čakovec Toeschouwers: 100 Scheidsrechters: Arntsen, Røen (NOR) |
| 3 juli 2014 16:00 | 2× 3×    | verslag | 3× 2×                       | Graditeljska škola Čakovec, Čakovec Toeschouwers: 100 Scheidsrechters: Arntsen, Røen (NOR) |

| 3 juli 2014 18:15 | Slovenië | 27–36   | Rusland     | Graditeljska škola Čakovec, Čakovec Toeschouwers: 250 Scheidsrechters: Gonzales, Prieto (URU) |
| 3 juli 2014 18:15 | Stanko 6 | (15–20) | Dmitrieva 7 | Graditeljska škola Čakovec, Čakovec Toeschouwers: 250 Scheidsrechters: Gonzales, Prieto (URU) |
| 3 juli 2014 18:15 | 3× 4×    | verslag | 3× 2×       | Graditeljska škola Čakovec, Čakovec Toeschouwers: 250 Scheidsrechters: Gonzales, Prieto (URU) |

| 3 juli 2014 20:30 | Tunesië          | 25–28   | Brazilië | Graditeljska škola Čakovec, Čakovec Toeschouwers: 100 Scheidsrechters: Leszczynski, Piechota (POL) |
| 3 juli 2014 20:30 | Rejeb, Farhani 5 | (9–16)  | Pessoa 8 | Graditeljska škola Čakovec, Čakovec Toeschouwers: 100 Scheidsrechters: Leszczynski, Piechota (POL) |
| 3 juli 2014 20:30 | 4× 6×            | verslag | 2× 4×    | Graditeljska škola Čakovec, Čakovec Toeschouwers: 100 Scheidsrechters: Leszczynski, Piechota (POL) |

| 5 juli 2014 16:15 | China          | 24–23   | Tunesië    | Graditeljska škola Čakovec, Čakovec Toeschouwers: 100 Scheidsrechters: Gonzales, Prieto (URU) |
| 5 juli 2014 16:15 | Jin Mengqing 5 | (11–10) | Hamrouni 8 | Graditeljska škola Čakovec, Čakovec Toeschouwers: 100 Scheidsrechters: Gonzales, Prieto (URU) |
| 5 juli 2014 16:15 | 3× 4×          | verslag | 4×         | Graditeljska škola Čakovec, Čakovec Toeschouwers: 100 Scheidsrechters: Gonzales, Prieto (URU) |

| 5 juli 2014 18:30 | Slovenië            | 21–22   | Brazilië | Graditeljska škola Čakovec, Čakovec Toeschouwers: 200 Scheidsrechters: El-Sayed, Rashed (EGY) |
| 5 juli 2014 18:30 | Jagurdzija, Ugrin 4 | (12–9)  | Pessoa 7 | Graditeljska škola Čakovec, Čakovec Toeschouwers: 200 Scheidsrechters: El-Sayed, Rashed (EGY) |
| 5 juli 2014 18:30 | 3× 6×               | verslag | 2× 3×    | Graditeljska škola Čakovec, Čakovec Toeschouwers: 200 Scheidsrechters: El-Sayed, Rashed (EGY) |

| 5 juli 2014 20:45 | Rusland      | 34–31   | Roemenië  | Graditeljska škola Čakovec, Čakovec Toeschouwers: 300 Scheidsrechters: Leszczynski, Piechota (POL) |
| 5 juli 2014 20:45 | Vyakhireva 7 | (18–14) | Pricopi 8 | Graditeljska škola Čakovec, Čakovec Toeschouwers: 300 Scheidsrechters: Leszczynski, Piechota (POL) |
| 5 juli 2014 20:45 | 3× 4×        | verslag | 3× 4×     | Graditeljska škola Čakovec, Čakovec Toeschouwers: 300 Scheidsrechters: Leszczynski, Piechota (POL) |

## Knock-outfase

### Kampioenschap
|  | Achtste finale | Achtste finale |            |    | Kwartfinale  | Kwartfinale  |  |  | Halve finale | Halve finale |  |  | Finale | Finale |
|  |                |                |            |    |              |              |  |  |              |              |  |  |        |        |
|  |                |                |            |    |              |              |  |  |              |              |  |  |        |        |
|  |                |                |            |    |              |              |  |  |              |              |  |  |        |        |
|  | Denemarken     | 37             |            |    |              |              |  |  |              |              |  |  |        |        |
|  | Denemarken     | 37             |            |    |              |              |  |  |              |              |  |  |        |        |
|  | Tsjechië       | 23             |            |    |              |              |  |  |              |              |  |  |        |        |
|  | Tsjechië       | 23             | Denemarken | 36 |              |              |  |  |              |              |  |  |        |        |
|  |                |                | Denemarken | 36 |              |              |  |  |              |              |  |  |        |        |
|  |                | Frankrijk      | 26         |    |              |              |  |  |              |              |  |  |        |        |
|  | Brazilië       | Frankrijk      | 26         | 23 |              |              |  |  |              |              |  |  |        |        |
|  | Brazilië       |                |            | 23 |              |              |  |  |              |              |  |  |        |        |
|  | Frankrijk      | 29             |            |    |              |              |  |  |              |              |  |  |        |        |
|  | Frankrijk      | 29             | Denemarken | 29 |              |              |  |  |              |              |  |  |        |        |
|  |                |                | Denemarken | 29 |              |              |  |  |              |              |  |  |        |        |
|  |                | Rusland        | 31         |    |              |              |  |  |              |              |  |  |        |        |
|  | Nederland      | Rusland        | 31         | 22 |              |              |  |  |              |              |  |  |        |        |
|  | Nederland      |                |            | 22 |              |              |  |  |              |              |  |  |        |        |
|  | Kroatië        | 21             |            |    |              |              |  |  |              |              |  |  |        |        |
|  | Kroatië        | 21             | Nederland  | 33 |              |              |  |  |              |              |  |  |        |        |
|  |                |                | Nederland  | 33 |              |              |  |  |              |              |  |  |        |        |
|  |                | Rusland        | 43         |    |              |              |  |  |              |              |  |  |        |        |
|  | Rusland        | Rusland        | 43         | 31 |              |              |  |  |              |              |  |  |        |        |
|  | Rusland        |                |            | 31 |              |              |  |  |              |              |  |  |        |        |
|  | Zweden         | 18             |            |    |              |              |  |  |              |              |  |  |        |        |
|  | Zweden         | 18             | Rusland    | 27 |              |              |  |  |              |              |  |  |        |        |
|  |                |                | Rusland    | 27 |              |              |  |  |              |              |  |  |        |        |
|  |                | Zuid-Korea     | 34         |    |              |              |  |  |              |              |  |  |        |        |
|  | Portugal       | Zuid-Korea     | 34         | 21 |              |              |  |  |              |              |  |  |        |        |
|  | Portugal       |                |            | 21 |              |              |  |  |              |              |  |  |        |        |
|  | Roemenië       | 25             |            |    |              |              |  |  |              |              |  |  |        |        |
|  | Roemenië       | 25             | Roemenië   | 27 |              |              |  |  |              |              |  |  |        |        |
|  |                |                | Roemenië   | 27 |              |              |  |  |              |              |  |  |        |        |
|  |                | Zuid-Korea     | 36         |    |              |              |  |  |              |              |  |  |        |        |
|  | Zuid-Korea     | Zuid-Korea     | 36         | 32 |              |              |  |  |              |              |  |  |        |        |
|  | Zuid-Korea     |                |            | 32 |              |              |  |  |              |              |  |  |        |        |
|  | Servië         | 28             |            |    |              |              |  |  |              |              |  |  |        |        |
|  | Servië         | 28             | Zuid-Korea | 28 |              |              |  |  |              |              |  |  |        |        |
|  |                |                | Zuid-Korea | 28 |              |              |  |  |              |              |  |  |        |        |
|  |                | Duitsland      | 24         |    | Derde plaats | Derde plaats |  |  |              |              |  |  |        |        |
|  | Noorwegen      | Duitsland      | 24         | 24 | Derde plaats | Derde plaats |  |  |              |              |  |  |        |        |
|  | Noorwegen      |                |            | 24 |              |              |  |  |              |              |  |  |        |        |
|  | Duitsland      | 27             |            |    |              |              |  |  |              |              |  |  |        |        |
|  | Duitsland      | 27             | Duitsland  | 20 | Denemarken   | 21           |  |  |              |              |  |  |        |        |
|  |                |                | Duitsland  | 20 | Denemarken   | 21           |  |  |              |              |  |  |        |        |
|  |                | Hongarije      | 19         |    | Duitsland    | 20           |  |  |              |              |  |  |        |        |
|  | Hongarije      | Hongarije      | 19         | 26 | Duitsland    | 20           |  |  |              |              |  |  |        |        |
|  | Hongarije      |                |            | 26 |              |              |  |  |              |              |  |  |        |        |
|  | Slovenië       | 20             |            |    |              |              |  |  |              |              |  |  |        |        |
|  | Slovenië       | 20             |            |    |              |              |  |  |              |              |  |  |        |        |

#### Achtste finales
| 7 juli 2014 14:00 | Denemarken | 37–23   | Tsjechië             | Fran Galović, Koprivnica Toeschouwers: 100 Scheidsrechters: El-Sayed, Rashed (EGY) |
| 7 juli 2014 14:00 | Kyndbøl 7  | (19–10) | Kordovská, Pokorná 5 | Fran Galović, Koprivnica Toeschouwers: 100 Scheidsrechters: El-Sayed, Rashed (EGY) |
| 7 juli 2014 14:00 | 2×         | verslag | 2× 4×                | Fran Galović, Koprivnica Toeschouwers: 100 Scheidsrechters: El-Sayed, Rashed (EGY) |

| 7 juli 2014 14:00 | Portugal | 21–25   | Roemenië  | Športska dvorana, Dugo Selo Toeschouwers: 30 Scheidsrechters: Erdoğan, Özdeniz (TUR) |
| 7 juli 2014 14:00 | Mendes 8 | (9–10)  | Pricopi 9 | Športska dvorana, Dugo Selo Toeschouwers: 30 Scheidsrechters: Erdoğan, Özdeniz (TUR) |
| 7 juli 2014 14:00 | 3× 4×    | verslag | 3× 2×     | Športska dvorana, Dugo Selo Toeschouwers: 30 Scheidsrechters: Erdoğan, Özdeniz (TUR) |

| 7 juli 2014 16:15 | Zuid-Korea                 | 32–28   | Servië          | Fran Galović, Koprivnica Toeschouwers: 200 Scheidsrechters: Leszczynski, Piechota (POL) |
| 7 juli 2014 16:15 | Lee Hyo-jin, Yu So-jeong 6 | (20–15) | Radosavljević 8 | Fran Galović, Koprivnica Toeschouwers: 200 Scheidsrechters: Leszczynski, Piechota (POL) |
| 7 juli 2014 16:15 | 3× 5×                      | verslag | 4×              | Fran Galović, Koprivnica Toeschouwers: 200 Scheidsrechters: Leszczynski, Piechota (POL) |

| 7 juli 2014 16:15 | Brazilië | 23–29   | Frankrijk     | Športska dvorana, Dugo Selo Toeschouwers: 200 Scheidsrechters: Boualloucha, Khenissi (TUN) |
| 7 juli 2014 16:15 | Pessoa 6 | (11–16) | Prouvensier 7 | Športska dvorana, Dugo Selo Toeschouwers: 200 Scheidsrechters: Boualloucha, Khenissi (TUN) |
| 7 juli 2014 16:15 | 3× 2×    | verslag | 2×            | Športska dvorana, Dugo Selo Toeschouwers: 200 Scheidsrechters: Boualloucha, Khenissi (TUN) |

| 7 juli 2014 18:30 | Nederland | 22–21   | Kroatië | Fran Galović, Koprivnica Toeschouwers: 1,000 Scheidsrechters: Gonzales, Prieto (URU) |
| 7 juli 2014 18:30 | Smits 9   | (12–10) | Dezić 6 | Fran Galović, Koprivnica Toeschouwers: 1,000 Scheidsrechters: Gonzales, Prieto (URU) |
| 7 juli 2014 18:30 | 3× 2×     | verslag | 3× 1×   | Fran Galović, Koprivnica Toeschouwers: 1,000 Scheidsrechters: Gonzales, Prieto (URU) |

| 7 juli 2014 18:30 | Hongarije  | 26–20   | Slovenië  | Športska dvorana, Dugo Selo Toeschouwers: 200 Scheidsrechters: Bethmann, Tzaferopoulos (GRE) |
| 7 juli 2014 18:30 | Walfisch 5 | (15–12) | Mrmolja 7 | Športska dvorana, Dugo Selo Toeschouwers: 200 Scheidsrechters: Bethmann, Tzaferopoulos (GRE) |
| 7 juli 2014 18:30 | 3×         | verslag | 3× 6×     | Športska dvorana, Dugo Selo Toeschouwers: 200 Scheidsrechters: Bethmann, Tzaferopoulos (GRE) |

| 7 juli 2014 20:45 | Noorwegen | 24–27   | Duitsland | Fran Galović, Koprivnica Toeschouwers: 300 Scheidsrechters: Grillo, Lenci (ARG) |
| 7 juli 2014 20:45 | Oftedal 8 | (12–13) | Smits 8   | Fran Galović, Koprivnica Toeschouwers: 300 Scheidsrechters: Grillo, Lenci (ARG) |
| 7 juli 2014 20:45 | 3× 4×     | verslag | 3×        | Fran Galović, Koprivnica Toeschouwers: 300 Scheidsrechters: Grillo, Lenci (ARG) |

| 7 juli 2014 20:45 | Rusland      | 31–18   | Zweden     | Športska dvorana, Dugo Selo Toeschouwers: 100 Scheidsrechters: Li, Wang (CHN) |
| 7 juli 2014 20:45 | Vyakhireva 6 | (17–7)  | Eriksson 7 | Športska dvorana, Dugo Selo Toeschouwers: 100 Scheidsrechters: Li, Wang (CHN) |
| 7 juli 2014 20:45 | 3× 1×        | verslag | 3× 2×      | Športska dvorana, Dugo Selo Toeschouwers: 100 Scheidsrechters: Li, Wang (CHN) |

#### Kwartfinales
| 9 juli 2014 14:00 | Denemarken | 36–26   | Frankrijk          | Fran Galović, Koprivnica Toeschouwers: 200 Scheidsrechters: Florescu, Stoia (ROU) |
| 9 juli 2014 14:00 | Haugsted 9 | (20–13) | Horáček, Niakate 5 | Fran Galović, Koprivnica Toeschouwers: 200 Scheidsrechters: Florescu, Stoia (ROU) |
| 9 juli 2014 14:00 | 3× 6×      | verslag | 3× 4×              | Fran Galović, Koprivnica Toeschouwers: 200 Scheidsrechters: Florescu, Stoia (ROU) |

| 9 juli 2014 16:15 | Nederland  | 33–43   | Rusland     | Fran Galović, Koprivnica Toeschouwers: 264 Scheidsrechters: Antić, Jakovljević (SRB) |
| 9 juli 2014 16:15 | Pavković 5 | (13–22) | Khrapova 10 | Fran Galović, Koprivnica Toeschouwers: 264 Scheidsrechters: Antić, Jakovljević (SRB) |
| 9 juli 2014 16:15 | 3× 2×      | verslag | 3× 1×       | Fran Galović, Koprivnica Toeschouwers: 264 Scheidsrechters: Antić, Jakovljević (SRB) |

| 9 juli 2014 18:30 | Roemenië         | 27–36   | Zuid-Korea     | Fran Galović, Koprivnica Toeschouwers: 350 Scheidsrechters: Arntsen, Røen (NOR) |
| 9 juli 2014 18:30 | Constantinescu 6 | (12–20) | Yu So-jeong 11 | Fran Galović, Koprivnica Toeschouwers: 350 Scheidsrechters: Arntsen, Røen (NOR) |
| 9 juli 2014 18:30 | 3× 6×            | verslag | 2× 4×          | Fran Galović, Koprivnica Toeschouwers: 350 Scheidsrechters: Arntsen, Røen (NOR) |

| 9 juli 2014 20:45 | Duitsland | 20–19   | Hongarije          | Fran Galović, Koprivnica Toeschouwers: 500 Scheidsrechters: Volodkov, Zotin (RUS) |
| 9 juli 2014 20:45 | Smits 5   | (8–8)   | Szekerczés, Tóth 6 | Fran Galović, Koprivnica Toeschouwers: 500 Scheidsrechters: Volodkov, Zotin (RUS) |
| 9 juli 2014 20:45 | 3× 1×     | verslag | 4×                 | Fran Galović, Koprivnica Toeschouwers: 500 Scheidsrechters: Volodkov, Zotin (RUS) |

#### Halve finale
| 11 juli 2014 18:30 | Denemarken | 29–31   | Rusland     | Fran Galović, Koprivnica Toeschouwers: 1,200 Scheidsrechters: El-Sayed, Rashed (EGY) |
| 11 juli 2014 18:30 | Tranborg 7 | (13–17) | Dmitrieva 9 | Fran Galović, Koprivnica Toeschouwers: 1,200 Scheidsrechters: El-Sayed, Rashed (EGY) |
| 11 juli 2014 18:30 | 2×         | verslag | 3× 6×       | Fran Galović, Koprivnica Toeschouwers: 1,200 Scheidsrechters: El-Sayed, Rashed (EGY) |

| 11 juli 2014 20:45 | Zuid-Korea     | 28–24   | Duitsland | Fran Galović, Koprivnica Toeschouwers: 500 Scheidsrechters: Lenci, Grillo (ARG) |
| 11 juli 2014 20:45 | Lee Hyo-jin 11 | (15–11) | Smits 8   | Fran Galović, Koprivnica Toeschouwers: 500 Scheidsrechters: Lenci, Grillo (ARG) |
| 11 juli 2014 20:45 | 4×             | verslag | 3× 4×     | Fran Galović, Koprivnica Toeschouwers: 500 Scheidsrechters: Lenci, Grillo (ARG) |

#### Troostfinale
| 13 juli 2014 14:00 | Denemarken     | 21–20   | Duitsland | Fran Galović, Koprivnica Toeschouwers: 300 Scheidsrechters: Antić, Jakovljević (SRB) |
| 13 juli 2014 14:00 | drie spelers 5 | (11–14) | Weigel 6  | Fran Galović, Koprivnica Toeschouwers: 300 Scheidsrechters: Antić, Jakovljević (SRB) |
| 13 juli 2014 14:00 | 3×             | verslag | 3×        | Fran Galović, Koprivnica Toeschouwers: 300 Scheidsrechters: Antić, Jakovljević (SRB) |

#### Finale
| 13 juli 2014 16:30 | Rusland      | 27–34   | Zuid-Korea                 | Fran Galović, Koprivnica Scheidsrechters: Arntsen, Røen (NOR) |
| 13 juli 2014 16:30 | Vyakhireva 9 | (10–16) | Lee Hyo-jin, Yu So-jeong 9 | Fran Galović, Koprivnica Scheidsrechters: Arntsen, Røen (NOR) |
| 13 juli 2014 16:30 | 3× 4×        | verslag | 2× 4×                      | Fran Galović, Koprivnica Scheidsrechters: Arntsen, Røen (NOR) |

### Plaats 5 t/m 8
|  | Halve finale | Halve finale |    |           | Vijfde plaats  | Vijfde plaats |
|  |              |              |    |           |                |               |
|  | 11 juli      |              |    |           |                |               |
|  | Frankrijk    | 31           |    |           |                |               |
|  | Nederland    | 25           |    |           |                |               |
|  |              |              |    |           |                |               |
|  |              |              |    |           | 13 juli        |               |
|  |              |              |    |           | Frankrijk      | 31            |
|  |              | Roemenië     | 19 |           |                |               |
|  |              |              |    |           |                |               |
|  |              |              |    |           | Zevende plaats |               |
|  | 11 juli      | 11 juli      |    | 13 juli   | 13 juli        |               |
|  | Roemenië     | 25           |    | Nederland | 18             |               |
|  | Hongarije    | 24           |    |           | Hongarije      | 36            |

#### Plaats 5 t/m 8 halve finales
| 11 juli 2014 14:00 | Frankrijk | 31–25   | Nederland               | Fran Galović, Koprivnica Toeschouwers: 200 Scheidsrechters: Gonzales, Prieto (URU) |
| 11 juli 2014 14:00 | Niakate 9 | (14–11) | Smits, van Duivenbode 6 | Fran Galović, Koprivnica Toeschouwers: 200 Scheidsrechters: Gonzales, Prieto (URU) |
| 11 juli 2014 14:00 | 3×        | verslag | 3× 2×                   | Fran Galović, Koprivnica Toeschouwers: 200 Scheidsrechters: Gonzales, Prieto (URU) |

| 11 juli 2014 16:15 | Roemenië         | 25–24   | Hongarije    | Fran Galović, Koprivnica Toeschouwers: 500 Scheidsrechters: Koo, Lee (KOR) |
| 11 juli 2014 16:15 | Constantinescu 6 | (14–15) | Szekerczés 9 | Fran Galović, Koprivnica Toeschouwers: 500 Scheidsrechters: Koo, Lee (KOR) |
| 11 juli 2014 16:15 | 4× 5×            | verslag | 3× 2×        | Fran Galović, Koprivnica Toeschouwers: 500 Scheidsrechters: Koo, Lee (KOR) |

#### Wedstrijd om de zevende plaats
| 13 juli 2014 09:00 | Nederland      | 18–36   | Hongarije        | Fran Galović, Koprivnica Toeschouwers: 200 Scheidsrechters: Boualloucha, Khenissi (TUN) |
| 13 juli 2014 09:00 | Steenbakkers 6 | (11–15) | Walfisch, Tóth 7 | Fran Galović, Koprivnica Toeschouwers: 200 Scheidsrechters: Boualloucha, Khenissi (TUN) |
| 13 juli 2014 09:00 | 3× 1×          | verslag | 3×               | Fran Galović, Koprivnica Toeschouwers: 200 Scheidsrechters: Boualloucha, Khenissi (TUN) |

#### Wedstrijd om de vijfde plaats
| 13 juli 2014 11:00 | Frankrijk | 31–19   | Roemenië  | Fran Galović, Koprivnica Toeschouwers: 200 Scheidsrechters: Erdoğan, Özdeniz (TUR) |
| 13 juli 2014 11:00 | Horáček 7 | (15–8)  | Perianu 6 | Fran Galović, Koprivnica Toeschouwers: 200 Scheidsrechters: Erdoğan, Özdeniz (TUR) |
| 13 juli 2014 11:00 | 2× 1×     | verslag | 2× 3×     | Fran Galović, Koprivnica Toeschouwers: 200 Scheidsrechters: Erdoğan, Özdeniz (TUR) |

### Plaats 9 t/m 16
|  | Kwartfinale | Kwartfinale | Kwartfinale |           |           | Halve finale | Halve finale | Halve finale |              |              | Negende plaats | Negende plaats | Negende plaats |
|  |             |             |             |           |           |              |              |              |              |              |                |                |                |
|  | A4          | Tsjechië    | 27          |           |           |              |              |              |              |              |                |                |                |
|  | D3          | Brazilië    | 26          |           |           |              |              |              |              |              |                |                |                |
|  | D3          | Brazilië    | 26          |           | A4        | Tsjechië     | 23           |              |              |              |                |                |                |
|  |             |             |             |           | A4        | Tsjechië     | 23           |              |              |              |                |                |                |
|  |             | A2          | Kroatië     | 33        |           |              |              |              |              |              |                |                |                |
|  | A2          | A2          | Kroatië     | 33        | Kroatië   | 26           |              |              |              |              |                |                |                |
|  | A2          |             |             |           | Kroatië   | 26           |              |              |              |              |                |                |                |
|  | C4          | Zweden      | 24          |           |           |              |              |              |              |              |                |                |                |
|  |             |             |             |           |           |              |              |              |              |              | A2             | Kroatië        | 26             |
|  |             |             | A3          | Noorwegen | 34        |              |              |              |              |              |                |                |                |
|  | C3          | Portugal    | 26          |           |           |              |              |              |              |              |                |                |                |
|  | B4          | Servië      | 35          |           |           |              |              |              |              |              |                |                |                |
|  | B4          | Servië      | 35          |           | B4        | Servië       | 25           |              | Elfde plaats | Elfde plaats | Elfde plaats   | Elfde plaats   |                |
|  |             |             |             |           | B4        | Servië       | 25           |              | Elfde plaats | Elfde plaats | Elfde plaats   | Elfde plaats   |                |
|  |             | A3          | Noorwegen   | 39        |           |              |              |              |              |              |                |                |                |
|  | A3          | A3          | Noorwegen   | 39        | Noorwegen | 38           |              |              |              |              |                |                |                |
|  | A3          |             |             |           |           |              |              | A4           | Tsjechië     | 33           |                |                |                |
|  | D4          | Slovenië    | 24          |           |           |              |              | A4           | Tsjechië     | 33           |                |                |                |
|  |             |             |             |           |           |              | B4           | Servië       | 32           |              |                |                |                |
|  |             |             |             |           |           |              | B4           | Servië       | 32           |              |                |                |                |

#### Plaats 9 t/m 16 kwartfinales
| 9 juli 2014 14:00 | Tsjechië | 27–26   | Brazilië  | Športska dvorana, Dugo Selo Toeschouwers: 50 Scheidsrechters: Andorka, Hucker (HUN) |
| 9 juli 2014 14:00 | Malá 8   | (14–14) | Barbosa 7 | Športska dvorana, Dugo Selo Toeschouwers: 50 Scheidsrechters: Andorka, Hucker (HUN) |
| 9 juli 2014 14:00 | 3× 2×    | verslag | 2× 6×     | Športska dvorana, Dugo Selo Toeschouwers: 50 Scheidsrechters: Andorka, Hucker (HUN) |

| 9 juli 2014 16:00 | Kroatië | 26–24   | Zweden     | Športska dvorana, Dugo Selo Toeschouwers: 300 Scheidsrechters: Erdoğan, Özdeniz (TUR) |
| 9 juli 2014 16:00 | Mamić 5 | (12–14) | Eriksson 8 | Športska dvorana, Dugo Selo Toeschouwers: 300 Scheidsrechters: Erdoğan, Özdeniz (TUR) |
| 9 juli 2014 16:00 | 3× 4×   | verslag | 3× 4×      | Športska dvorana, Dugo Selo Toeschouwers: 300 Scheidsrechters: Erdoğan, Özdeniz (TUR) |

| 9 juli 2014 18:00 | Portugal | 26–35   | Servië     | Športska dvorana, Dugo Selo Toeschouwers: 150 Scheidsrechters: El-Sayed, Rashed (EGY) |
| 9 juli 2014 18:00 | Lopes 8  | (16–15) | Radović 10 | Športska dvorana, Dugo Selo Toeschouwers: 150 Scheidsrechters: El-Sayed, Rashed (EGY) |
| 9 juli 2014 18:00 | 3×       | verslag | 4× 6×      | Športska dvorana, Dugo Selo Toeschouwers: 150 Scheidsrechters: El-Sayed, Rashed (EGY) |

| 9 juli 2014 20:00 | Noorwegen  | 38–24   | Slovenië | Športska dvorana, Dugo Selo Toeschouwers: 300 Scheidsrechters: Koo, Lee (KOR) |
| 9 juli 2014 20:00 | Bakkerud 9 | (16–10) | Leski 6  | Športska dvorana, Dugo Selo Toeschouwers: 300 Scheidsrechters: Koo, Lee (KOR) |
| 9 juli 2014 20:00 | 2×         | verslag | 3×       | Športska dvorana, Dugo Selo Toeschouwers: 300 Scheidsrechters: Koo, Lee (KOR) |

#### Plaats 9 t/m 12 halve finales
| 10 juli 2014 18:00 | Tsjechië    | 23–33   | Kroatië | Športska dvorana, Dugo Selo Toeschouwers: 200 Scheidsrechters: Leszczynski, Piechota (POL) |
| 10 juli 2014 18:00 | Kordovská 8 | (9–16)  | Mamić 8 | Športska dvorana, Dugo Selo Toeschouwers: 200 Scheidsrechters: Leszczynski, Piechota (POL) |
| 10 juli 2014 18:00 | 3× 4×       | verslag | 3× 4×   | Športska dvorana, Dugo Selo Toeschouwers: 200 Scheidsrechters: Leszczynski, Piechota (POL) |

| 10 juli 2014 20:00 | Servië                      | 25–39   | Noorwegen   | Športska dvorana, Dugo Selo Toeschouwers: 250 Scheidsrechters: Boualloucha, Khenissi (TUN) |
| 10 juli 2014 20:00 | Radosavljević, Janjusević 5 | (12–22) | Bakkerud 10 | Športska dvorana, Dugo Selo Toeschouwers: 250 Scheidsrechters: Boualloucha, Khenissi (TUN) |
| 10 juli 2014 20:00 | 3× 2×                       | verslag | 3× 1×       | Športska dvorana, Dugo Selo Toeschouwers: 250 Scheidsrechters: Boualloucha, Khenissi (TUN) |

#### Wedstrijd om plaats 11
| 12 juli 2014 18:00 | Tsjechië | 33–32   | Servië           | Športska dvorana, Dugo Selo Toeschouwers: 100 Scheidsrechters: Florescu, Stoia (ROU) |
| 12 juli 2014 18:00 | Malá 12  | (15–17) | Radosavljević 10 | Športska dvorana, Dugo Selo Toeschouwers: 100 Scheidsrechters: Florescu, Stoia (ROU) |
| 12 juli 2014 18:00 | 3× 5×    | verslag | 4× 5×            | Športska dvorana, Dugo Selo Toeschouwers: 100 Scheidsrechters: Florescu, Stoia (ROU) |

#### Wedstrijd om plaats 9
| 12 juli 2014 20:00 | Kroatië    | 26–34   | Noorwegen           | Športska dvorana, Dugo Selo Toeschouwers: 400 Scheidsrechters: Volodkov, Zotin (RUS) |
| 12 juli 2014 20:00 | Pavlović 5 | (14–15) | Bakkerud, Ingstad 8 | Športska dvorana, Dugo Selo Toeschouwers: 400 Scheidsrechters: Volodkov, Zotin (RUS) |
| 12 juli 2014 20:00 | 3×         | verslag | 3× 5×               | Športska dvorana, Dugo Selo Toeschouwers: 400 Scheidsrechters: Volodkov, Zotin (RUS) |

### Plaats 13 t/m 16
|  | Halve finale | Halve finale |    |          | 13de plaats | 13de plaats |
|  |              |              |    |          |             |             |
|  | 10 juli      |              |    |          |             |             |
|  | Brazilië     | 20           |    |          |             |             |
|  | Zweden       | 22           |    |          |             |             |
|  |              |              |    |          |             |             |
|  |              |              |    |          | 12 juli     |             |
|  |              |              |    |          | Zweden      | 30          |
|  |              | Slovenië     | 20 |          |             |             |
|  |              |              |    |          |             |             |
|  |              |              |    |          | 15de plaats |             |
|  | 10 juli      | 10 juli      |    | 12 juli  | 12 juli     |             |
|  | Portugal     | 26           |    | Brazilië | 33          |             |
|  | Slovenië     | 28           |    |          | Portugal    | 28          |

#### Plaats 13 t/m 16 halve finales
| 10 juli 2014 14:00 | Brazilië | 20–22   | Zweden     | Športska dvorana, Dugo Selo Toeschouwers: 40 Scheidsrechters: Antić, Jakovljević (SRB) |
| 10 juli 2014 14:00 | Pessoa 4 | (8–12)  | Eriksson 7 | Športska dvorana, Dugo Selo Toeschouwers: 40 Scheidsrechters: Antić, Jakovljević (SRB) |
| 10 juli 2014 14:00 | 3× 4×    | verslag | 3× 2×      | Športska dvorana, Dugo Selo Toeschouwers: 40 Scheidsrechters: Antić, Jakovljević (SRB) |

| 10 juli 2014 16:00 | Portugal | 26–28   | Slovenië | Športska dvorana, Dugo Selo Toeschouwers: 200 Scheidsrechters: Al-Watani, Qamber (BHR) |
| 10 juli 2014 16:00 | Lopes 10 | (14–15) | Stanko 6 | Športska dvorana, Dugo Selo Toeschouwers: 200 Scheidsrechters: Al-Watani, Qamber (BHR) |
| 10 juli 2014 16:00 | 3×       | verslag | 4× 3×    | Športska dvorana, Dugo Selo Toeschouwers: 200 Scheidsrechters: Al-Watani, Qamber (BHR) |

#### Wedstrijd om plaats 15
| 12 juli 2014 14:00 | Brazilië    | 33–28   | Portugal        | Športska dvorana, Dugo Selo Toeschouwers: 50 Scheidsrechters: Bethmann, Tzaferopoulos (GRE) |
| 12 juli 2014 14:00 | Guarieiro 7 | (19–18) | Lopes, Soares 9 | Športska dvorana, Dugo Selo Toeschouwers: 50 Scheidsrechters: Bethmann, Tzaferopoulos (GRE) |
| 12 juli 2014 14:00 | 4× 3×       | verslag | 3× 5×           | Športska dvorana, Dugo Selo Toeschouwers: 50 Scheidsrechters: Bethmann, Tzaferopoulos (GRE) |

#### Wedstrijd om plaats 13
| 12 juli 2014 16:00 | Zweden  | 30–20   | Slovenië | Športska dvorana, Dugo Selo Toeschouwers: 100 Scheidsrechters: Andorka, Hucker (HUN) |
| 12 juli 2014 16:00 | Ahlen 5 | (17–6)  | Stanko 6 | Športska dvorana, Dugo Selo Toeschouwers: 100 Scheidsrechters: Andorka, Hucker (HUN) |
| 12 juli 2014 16:00 | 3×      | verslag | 2× 3×    | Športska dvorana, Dugo Selo Toeschouwers: 100 Scheidsrechters: Andorka, Hucker (HUN) |

### Plaats 17 t/m 20
|  | Halve finale | Halve finale |    |            | 17de plaats | 17de plaats |
|  |              |              |    |            |             |             |
|  | 7 juli       |              |    |            |             |             |
|  | Uruguay      | 27           |    |            |             |             |
|  | Argentinië   | 25           |    |            |             |             |
|  |              |              |    |            |             |             |
|  |              |              |    |            | 9 juli      |             |
|  |              |              |    |            | Uruguay     | 28          |
|  |              | Japan        | 29 |            |             |             |
|  |              |              |    |            |             |             |
|  |              |              |    |            | 19de plaats |             |
|  | 7 juli       | 7 juli       |    | 9 juli     | 9 juli      |             |
|  | Japan        | 28           |    | Argentinië | 21          |             |
|  | China        | 27           |    |            | China       | 28          |

#### Plaats 17 t/m 20 halve finales
| 7 juli 2014 14:00 | Uruguay    | 27–25   | Argentinië   | Graditeljska škola Čakovec, Čakovec Toeschouwers: 100 Scheidsrechters: Koo, Lee (KOR) |
| 7 juli 2014 14:00 | Barreiro 8 | (11–11) | Squizziato 6 | Graditeljska škola Čakovec, Čakovec Toeschouwers: 100 Scheidsrechters: Koo, Lee (KOR) |
| 7 juli 2014 14:00 | 2×         | verslag | 1× 4×        | Graditeljska škola Čakovec, Čakovec Toeschouwers: 100 Scheidsrechters: Koo, Lee (KOR) |

| 7 juli 2014 16:00 | Japan            | 28–27   | China          | Graditeljska škola Čakovec, Čakovec Toeschouwers: 150 Scheidsrechters: Al-Watani, Qamber (BHR) |
| 7 juli 2014 16:00 | Fukata, Tamura 7 | (15–12) | Zahng Haixia 6 | Graditeljska škola Čakovec, Čakovec Toeschouwers: 150 Scheidsrechters: Al-Watani, Qamber (BHR) |
| 7 juli 2014 16:00 | 3× 4×            | verslag | 3× 4×          | Graditeljska škola Čakovec, Čakovec Toeschouwers: 150 Scheidsrechters: Al-Watani, Qamber (BHR) |

#### Wedstrijd om plaats 19
| 9 juli 2014 14:00 | Argentinië | 21–28   | China         | Graditeljska škola Čakovec, Čakovec Toeschouwers: 50 Scheidsrechters: Boualloucha, Khenissi (TUN) |
| 9 juli 2014 14:00 | Castelli 6 | (8–17)  | Yu Yuanyuan 6 | Graditeljska škola Čakovec, Čakovec Toeschouwers: 50 Scheidsrechters: Boualloucha, Khenissi (TUN) |
| 9 juli 2014 14:00 | 2×         | verslag | 2×            | Graditeljska škola Čakovec, Čakovec Toeschouwers: 50 Scheidsrechters: Boualloucha, Khenissi (TUN) |

#### Wedstrijd om plaats 17
| 9 juli 2014 16:00 | Uruguay     | 28–29   | Japan     | Graditeljska škola Čakovec, Čakovec Toeschouwers: 100 Scheidsrechters: Bethmann, Tzaferopoulos (GRE) |
| 9 juli 2014 16:00 | Barreiro 12 | (14–16) | Sasaki 11 | Graditeljska škola Čakovec, Čakovec Toeschouwers: 100 Scheidsrechters: Bethmann, Tzaferopoulos (GRE) |
| 9 juli 2014 16:00 | 4× 6×       | verslag | 3× 4×     | Graditeljska škola Čakovec, Čakovec Toeschouwers: 100 Scheidsrechters: Bethmann, Tzaferopoulos (GRE) |

### Plaats 21 t/m 24
|  | Halve finale   | Halve finale |    |            | 21ste plaats   | 21ste plaats |
|  |                |              |    |            |                |              |
|  | 7 juli         |              |    |            |                |              |
|  | Kazachstan     | 20           |    |            |                |              |
|  | Angola         | 33           |    |            |                |              |
|  |                |              |    |            |                |              |
|  |                |              |    |            | 9 juli         |              |
|  |                |              |    |            | Angola         | 30           |
|  |                | Tunesië      | 21 |            |                |              |
|  |                |              |    |            |                |              |
|  |                |              |    |            | 23ste plaats   |              |
|  | 7 juli         | 7 juli       |    | 9 juli     | 9 juli         |              |
|  | Congo-Kinshasa | 18           |    | Kazachstan | 23 (4)         |              |
|  | Tunesië        | 25           |    |            | Congo-Kinshasa | 23 (1)       |

#### Plaats 21 t/m 24 halve finales
| 7 juli 2014 18:00 | Kazachstan          | 20–33   | Angola     | Graditeljska škola Čakovec, Čakovec Toeschouwers: 100 Scheidsrechters: Antić, Jakovljević (SRB) |
| 7 juli 2014 18:00 | Abilda, Kapralova 4 | (10–17) | Nenganga 9 | Graditeljska škola Čakovec, Čakovec Toeschouwers: 100 Scheidsrechters: Antić, Jakovljević (SRB) |
| 7 juli 2014 18:00 | 3×                  | verslag | 2×         | Graditeljska škola Čakovec, Čakovec Toeschouwers: 100 Scheidsrechters: Antić, Jakovljević (SRB) |

| 7 juli 2014 20:00 | Congo-Kinshasa | 18–25   | Tunesië            | Graditeljska škola Čakovec, Čakovec Toeschouwers: 100 Scheidsrechters: Andorka, Hucker (HUN) |
| 7 juli 2014 20:00 | Tshela 5       | (7–11)  | Hamrouni, Khouja 5 | Graditeljska škola Čakovec, Čakovec Toeschouwers: 100 Scheidsrechters: Andorka, Hucker (HUN) |
| 7 juli 2014 20:00 | 3× 6×          | verslag | 3× 1×              | Graditeljska škola Čakovec, Čakovec Toeschouwers: 100 Scheidsrechters: Andorka, Hucker (HUN) |

#### Wedstrijd om plaats 23
| 9 juli 2014 18:00 | Kazachstan         | 23–23   | Congo-Kinshasa | Graditeljska škola Čakovec, Čakovec Toeschouwers: 100 Scheidsrechters: Akpatsa, Assignon (TOG) |
| 9 juli 2014 18:00 | Akhmet, Ukbenova 5 | (12–10) | Tshela 7       | Graditeljska škola Čakovec, Čakovec Toeschouwers: 100 Scheidsrechters: Akpatsa, Assignon (TOG) |
| 9 juli 2014 18:00 | 2× 5×              | verslag | 1× 3×          | Graditeljska škola Čakovec, Čakovec Toeschouwers: 100 Scheidsrechters: Akpatsa, Assignon (TOG) |

Kazachstan won de shootout 4–1.

#### Wedstrijd om plaats 21
| 9 juli 2014 20:00 | Angola    | 30–21   | Tunesië    | Graditeljska škola Čakovec, Čakovec Toeschouwers: 100 Scheidsrechters: Li, Wang (CHN) |
| 9 juli 2014 20:00 | Machado 8 | (17–12) | Hamrouni 7 | Graditeljska škola Čakovec, Čakovec Toeschouwers: 100 Scheidsrechters: Li, Wang (CHN) |
| 9 juli 2014 20:00 | 3× 2×     | verslag | 2× 3×      | Graditeljska škola Čakovec, Čakovec Toeschouwers: 100 Scheidsrechters: Li, Wang (CHN) |

## Statistieken

### Eindstand
| Nr. | Team           |
| --- | -------------- |
|     | Zuid-Korea     |
|     | Rusland        |
|     | Denemarken     |
| 4   | Duitsland      |
| 5   | Frankrijk      |
| 6   | Roemenië       |
| 7   | Hongarije      |
| 8   | Nederland      |
| 9   | Noorwegen      |
| 10  | Kroatië        |
| 11  | Tsjechië       |
| 12  | Servië         |
| 13  | Zweden         |
| 14  | Slovenië       |
| 15  | Brazilië       |
| 16  | Portugal       |
| 17  | Japan          |
| 18  | Uruguay        |
| 19  | China          |
| 20  | Argentinië     |
| 21  | Angola         |
| 22  | Tunesië        |
| 23  | Kazachstan     |
| 24  | Congo-Kinshasa |

## Medailles
| Winnaars       | Goud | Zilver | Brons |
| -------------- | --- | --- | --- |
| Spelers        | Zuid-Korea 6. Lee Hyo-jin 7. Kim Su-jeong 9. Choi Su-ji 10. Won Seon-pil 12. Woo Ha-lim 13. Jung Ji-min 14. Lee Han-sol 15. Kim Jin-sil 16. Park Sae-young 17. Kim Hee-jin 18. Kim Soo-jung 19. Kim Hye-jin 20. Hur You-jin 21. Kim Sang-mi 23. Jo Su-yeon 29. Yu So-jeong | Rusland 1. Anastasiia Zykova 2. Ekaterina Chernova 7. Daria Dmitrieva 8. Daria Rusinova 9. Anastasiia Khrapova 13. Anna Vyakhireva 14. Polina Vedekhina 15. Liudmila Vydrina 18. Kristina Kozhokar 21. Evgeniya Petrova 30. Alena Ikhneva 34. Elizaveta Malashenko 41. Yana Kostomakha 44. Kira Trusova 55. Ksenia Karpacheva 94. Evelina Anoshkina | Denemarken 1. Ditte Folden Vind 4. Kristina Sommer 5. julie Kjær Larsen 6. Freja Cohrt Kynbdoi 7. Annika Meyer 10. Nadia Offendal 11. Line Haugsted 12. Louise Egestorp 14. Louise Aaskov 15. Emma K. Mogensen 17. Amalie R. Wichmann 18. Mette Tranborg 22. Sofie Blichert Toft 23. Nadja Laerke Jensen 24. Sofie Amalie Olsen |
| Team Officials | (A) Lee Kye-chung (B) (C) (D) | (A) Viacheslav Kirilenko (B) (C) (D) | (A) Heine Eriksen (B) (C) (D) |

## Prijzen
Meeste waardevolle speler
- Lee Hyo-jin

Topscorer
- Lee Hyo-jin (64 goals)

All-star team
- Keeper:  Dinah Eckerle
- Rechterhoek:  Anna Vyakhireva
- Rechter opbouw:  Luca Szekerczés
- Central back:  Daria Dmitrieva
- Linker opbouw:  Line Haugsted
- Linkerhoek:  Julie Kjær Larsen
- Cirkelloper:  Won Seon-pil[4]

### Statistieken

#### Topscorers
| Nr. | Naam                | Team       | Goals | Schoten | %     |
| --- | ------------------- | ---------- | ----- | ------- | ----- |
| 1   | Lee Hyo-jin         | Zuid-Korea | 64    | 100     | 64,0% |
| 2   | Martina Barreiro    | Uruguay    | 62    | 95      | 65,3% |
| 3   | Haruno Sasaki       | Japan      | 58    | 108     | 53,7% |
| 4   | Xenia Smits         | Duitsland  | 54    | 111     | 48,6% |
| 5   | Sanja Radosavljević | Servië     | 53    | 76      | 69,7% |
| 6   | Yu So-jeong         | Zuid-Korea | 50    | 76      | 65,8% |
| 7   | Anna Vyakhireva     | Rusland    | 49    | 70      | 70%   |
| 8   | Veronika Malá       | Tsjechië   | 49    | 71      | 69%   |
| 9   | Andjela Janjusević  | Servië     | 49    | 88      | 55,7% |
| 10  | Gabriela Pessoa     | Brazilië   | 49    | 92      | 53,3% |

#### Topkeepers
| Nr. | Naam              | Team       | Reddingen | Schoten | %     |
| --- | ----------------- | ---------- | --------- | ------- | ----- |
| 1   | Dinah Eckerle     | Duitsland  | 128       | 314     | 40,8% |
| 2   | Petra Kudláčková  | Tsjechië   | 109       | 308     | 35,4% |
| 3   | Isabel Gois       | Portugal   | 106       | 302     | 35,1% |
| 4   | Helena Sousa      | Angola     | 95        | 296     | 32,1% |
| 5   | Park Sae-young    | Zuid-Korea | 86        | 256     | 33,6% |
| 6   | Selena Aleksić    | Servië     | 85        | 287     | 29,6% |
| 7   | Louise Egestorp   | Denemarken | 82        | 206     | 39,8% |
| 8   | Kristy Zimmermann | Nederland  | 82        | 265     | 30,9% |
| 9   | Klara Hrovatič    | Slovenië   | 81        | 233     | 34,8% |
| 10  | Catherine Gabriel | Frankrijk  | 79        | 194     | 40,7% |